# 台北金馬影展
台北金馬影展，前身為1980年開始舉辦的台北金馬國際觀摩展，1990年與原本獨立舉辦的金馬獎整合後正式成立，是台灣規模最大的國際影展，約於每年11月舉辦。

## 沿革
1990年，行政院新聞局將金馬獎交由中華民國電影事業發展基金會主辦，並成立台北金馬影展執行委員會，專責金馬獎及台北金馬影展之籌辦。
從1980年開始的「台北金馬國際觀摩展」，將楚浮、柏格曼、亞倫·雷奈等電影大師之作品介紹給台灣觀眾；1990年成立常設的執行委員會後至今日，金馬影展十年來選映了如阿莫多瓦、大島渚、阿巴斯、艾騰·伊格言、奇士勞斯基、北野武等著名導演的作品。

## 內容
臺北金馬影展分為四大部分：
| 名稱         | 備註 |
| ------------ | --- |
| 金馬獎       | 創始於1962年，為華語電影競賽單元。                                                                         |
| 金馬國際影展 | 創始於1980年，為台灣歷史最悠久的國際觀摩影展。                                                             |
| 金馬創投會議 | 創始於2007年，定位為華語影視投資媒合之交流平台。                                                           |
| 金馬電影學院 | 創始於2009年，除了使華語電影人能學習與傳承頂尖電影創作者的經驗與觀念外，同時促成華語電影工作者之間的交流。 |

### 文獻及學術研究
- 張世倫，2001，台灣「新電影」論述形構之歷史分析(1965～2000)。國立政治大學新聞研究所碩士論文。

### 引用
1. ↑  江浪. . 中央日報網路報. 2014-11-11  [2016-03-04]. （原始内容存档于2016-03-06）.

## 外部連結
- 台北金馬影展（页面存档备份，存于）（繁體中文）（英文）
- 台北金馬影展的Facebook專頁
- YouTube上的台北金馬影展頻道
- 台北金馬影展的Instagram帳戶